# Krapina (rijeka)
Krapina je rijeka u Hrvatskoj, lijeva pritoka rijeke Save. Cijelim svojim tokom protječe kroz Hrvatsko zagorje odnosno kroz Krapinsko-zagorsku županiju i Zagrebačku županiju. Duga je oko 75 kilometara, a u Savu utječe kod Zaprešića. Porječje rijeke Krapine obuhvaća 1123 km². U donjem toku je regulirana.